# Gádoros
Gádoros è un comune dell'Ungheria di 4 095 abitanti (dati 2001) . È situato nella contea di Békés.